# The Lost Cause

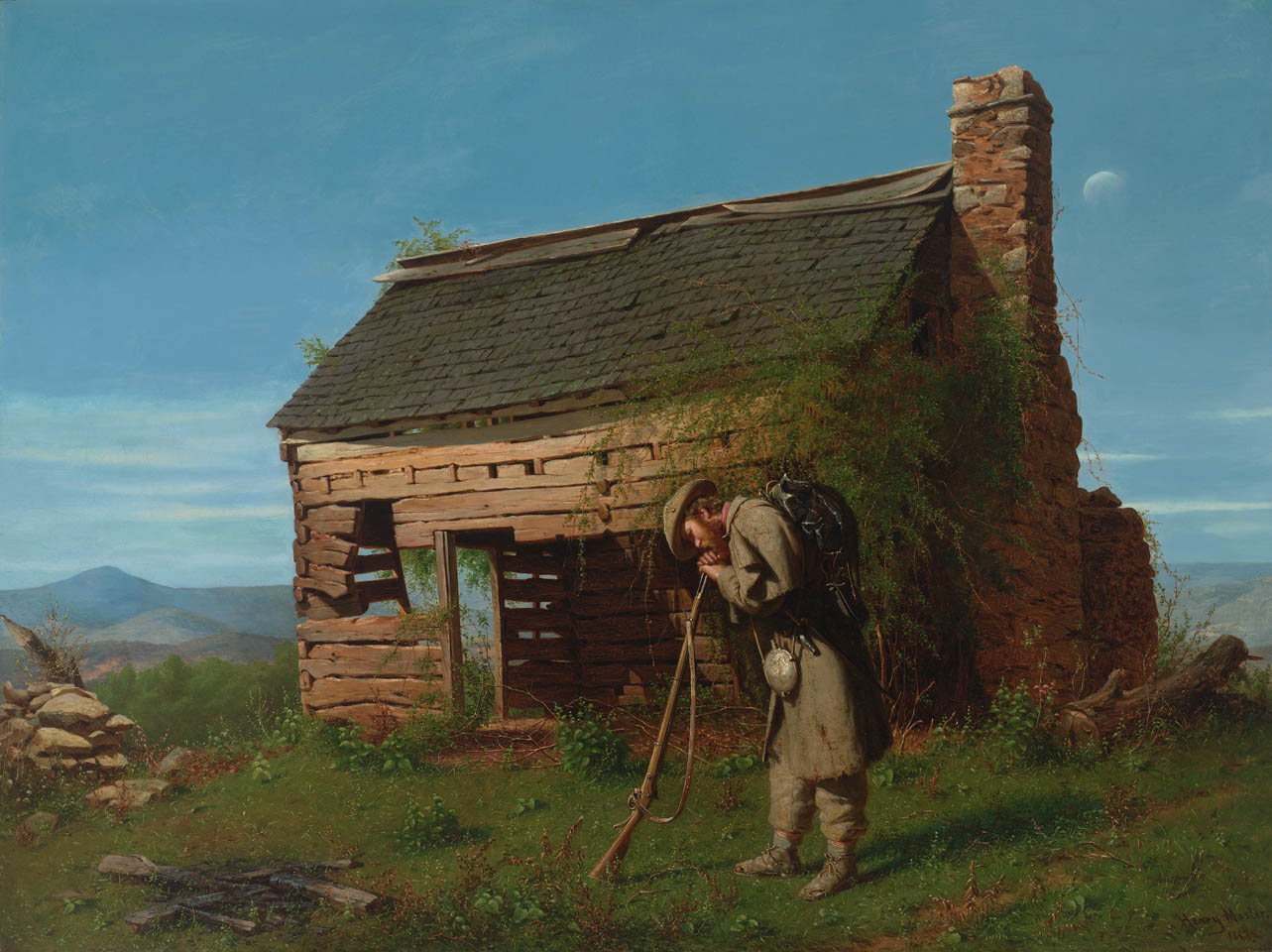
The Lost Cause von Henry Mosler (1868).

Mit dem Ausdruck The Lost Cause oder The Lost Cause of the Confederacy (wörtl. „Die Verlorene Sache (der Konföderation)“) wird eine revisionistische und pseudowissenschaftliche Ideologie bzw. Mythologie bezeichnet, die sich nach der Niederlage im Amerikanischen Bürgerkrieg unter der weißen Bevölkerung der Südstaaten entwickelte. Der Begriff des „Lost Cause“ für diese Geisteshaltung geht auf das 1866 von Edward Pollard veröffentlichte Buch The Lost Cause: A New Southern History of the War of the Confederates zurück.

## Historische Einordnung
Der „Lost Cause“ beinhaltet den Glauben, dass die Sache der Konföderierten Staaten während des amerikanischen Bürgerkriegs gerecht und heroisch war. Damit verbunden ist die Behauptung, dass die Sklaverei gerecht und moralisch gut war, weil sie wirtschaftlichen Wohlstand gebracht habe und für die Schwarzen der beste oder natürlichste Zustand gewesen sei. Die Lost-Cause-Ideologie wurde während mehr als hundert Jahren nach dem Ende des Bürgerkrieges verwendet, um rassistische Machtstrukturen im Süden der Vereinigten Staaten aufrechtzuerhalten. Sie betont die angeblichen ritterlichen Tugenden des „Alten Südens“. Sie betrachtet den Krieg daher als einen Kampf, der in erster Linie zur Rettung der südlichen Lebensweise und zum Schutz der Rechte der Einzelstaaten geführt wurde, insbesondere für das Recht auf Austritt aus der Union. Gleichzeitig leugnet sie die zentrale Rolle der Sklaverei und des Rassismus bei der Entstehung des Krieges oder spielt sie herunter.
Eine besondere Intensität erreichten die Bemühungen von Vertretern des Lost Cause während des Ersten Weltkrieges, als die letzten Veteranen der Konföderierten starben und versucht wurde, ihre Erinnerungen zu bewahren. Als Antwort auf die Bürgerrechtsbewegung  der 1950er und 1960er Jahre verstärkten die Vertreter des Lost Cause erneut ihre Aktivitäten, wie den Bau prominenter Denkmäler für die Helden der Konföderierten und entsprechende Darstellungen der Geschichte in Schulbüchern. Dadurch wollte die Lost-Cause-Bewegung sicherstellen, dass zukünftige Generationen die von ihnen so genannten „wahren“ Gründe des Südens für den Kampf kennen und entsprechend die Politik der White Supremacy und der Jim-Crow-Gesetze unterstützen würden. Die Förderung der White Supremacy ist insofern ein zentrales Ziel der Lost-Cause-Erzählung.

## Inhalte
Lost-Cause-Erzählungen stellen die Sache der Konföderation in der Regel als edel und ihre Führer und Armeen als Beispiele für altmodische Ritterlichkeit dar, die hinsichtlich ihrer militärischen Fähigkeiten und ihres Mutes überlegen waren. Die Niederlage wird in diesem Geschichtsbild nur auf die zahlenmäßige Überlegenheit und die immense industrielle Macht des Nordens, zusätzlich oft auch auf Verrat, zurückgeführt, so dass die weißen Südstaatler die Ursachen der Niederlage als außerhalb ihrer Kontrolle liegend sehen konnten. Vertreter der Lost-Cause-Bewegung verurteilten auch die Politik der Reconstruction nach dem Bürgerkrieg und behaupteten, sie sei eine bewusste Strategie von Politikern und Spekulanten aus dem Norden gewesen, den Süden wirtschaftlich auszubeuten oder politische Macht zu erlangen. Das Thema „Lost Cause“ hat sich auch zu einem wichtigen Element bei der Definition von Geschlechterrollen im weißen Süden entwickelt, um Vorstellungen über die Ehre der Familie und ritterliche Traditionen zu bewahren. Darüber hinaus hat sie auch auf religiöse Überzeugungen eingewirkt.

## Grundsätze
Die wesentlichen Grundsätze des „Lost Cause“ waren:

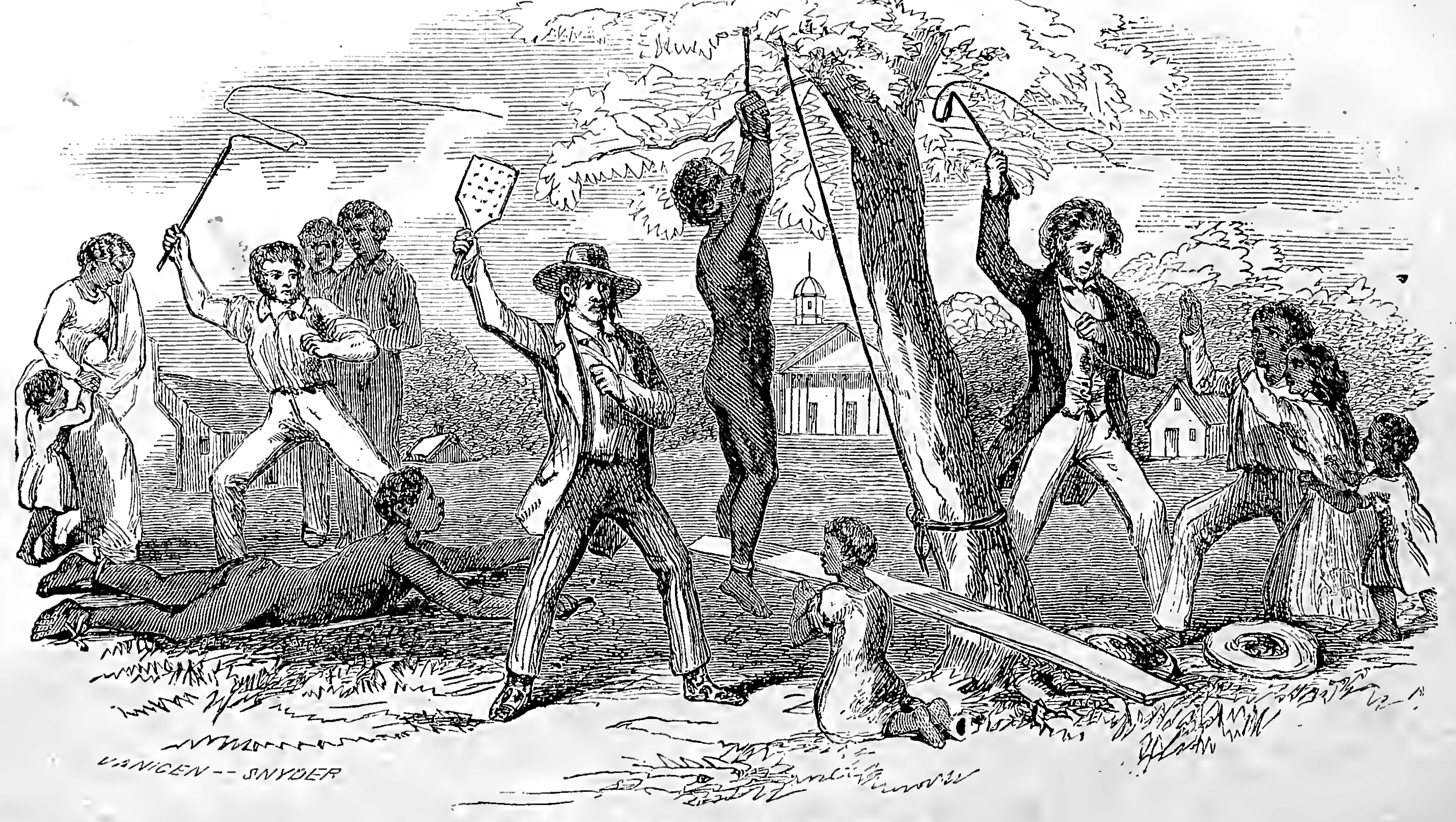
Darstellung von Brutalitäten gegen Sklaven aus einem abolitionistischen Buch.

- Die Institution der Sklaverei sei etwas „tatsächlich Gutes“ (positive good) gewesen, nicht etwa ein „notwendiges Übel“ (necessary evil). Die Sklaven seien glücklich und loyal gegenüber ihren wohlwollenden Herren gewesen. Die Sklaverei sei für die Sklaven gut gewesen, deren Leben viel besser gewesen sei als das in Afrika oder das der freien Schwarzen im Norden. Sie sei nicht etwa gekennzeichnet gewesen durch ungestrafte Vergewaltigungen, barbarische Arbeitsbedingungen, Brutalität, Auspeitschungen, erzwungene Trennungen von Familien und ständige Demütigungen.[7] Jefferson Davis, der frühere Präsident der Konföderation, schrieb 1881:

[Ihre] Sklaveninstinkte sorgten dafür, dass sie [die Sklaven] mit ihrem Los zufrieden waren, und ihre geduldige Arbeit segnete das Land, auf dem sie wohnten, mit unermesslichem Reichtum. Ihre starke Bindung an den Ort und die Person sicherte einen treuen Dienst ... nie gab es eine glücklichere gegenseitige Abhängigkeit von Arbeit und Kapital. Der Versucher kam wie die Schlange von Eden und lockte sie mit dem Zauberwort 'Freiheit' ... Er gab Waffen in ihre Hände und gewöhnte ihre bescheidene, aber emotionale Natur an Taten der Gewalt und des Blutvergießens und sandte sie aus, um ihre Wohltäter zu vernichten.
- Nicht die Beibehaltung der Sklaverei, sondern die Verteidigung der Rechte des Einzelstaates seien der Hauptgrund für die Sezession gewesen. Der Norden habe den Süden angegriffen, und zwar nicht etwa aus dem Motiv heraus, die Sklaverei zu beenden, sondern aus wirtschaftlichen und korrupten Motiven.
- Die Sezession sei die verfassungs- und rechtmäßige Antwort auf die kulturellen und wirtschaftlichen Angriffe des Nordens auf den „Southern way of life“ gewesen. So wie sich die Staaten freiwillig für einen Beitritt zur Union entschieden hatten, hätten sie auch das Recht gehabt, sich für einen Austritt zu entscheiden.
- Konföderierte Generale wie Lee, Albert Sidney Johnston oder Jackson hätten die Tugenden der südstaatlichen Aristokratie verkörpert und einen tapferen und fairen Kampf geführt. Demgegenüber seien die meisten Generale des Nordens gemeine Charaktere gewesen, die für Untaten wie Shermans Marsch zur See oder Philip Sheridans Brandschatzungen im Shenandoahtal verantwortlich gewesen seien. Sherman habe Eigentum aus reiner Bosheit zerstört. Die Brandschatzung von Columbia (South Carolina), vor dem Krieg ein Zentrum der Sezessionisten, habe keinem militärischen Zweck gedient, sondern nur dazu, die Bevölkerung zu demütigen und in Armut zu stürzen.
- Die Niederlagen auf dem Schlachtfeld seien eine zwangsläufige Folge der Überlegenheit des Nordens an Menschen und Material gewesen, aber auch die Folge von Verrat und Inkompetenz einzelner Untergebener General Lees, wie zum Beispiel General James Longstreet.
- Die Lost-Cause-Erzählung konzentriert sich auf Robert E. Lee und den östlichen Kriegsschauplatz, d. h. auf den nördlichen Teil Virginias, auf Maryland und Pennsylvania. Normalerweise nennt sie die Schlacht von Gettysburg als Wendepunkt des Krieges, wobei sie die Siege der Union in Tennessee und Mississippi ebenso ignoriert wie die Tatsache, dass nichts den demütigenden Vormarsch der Union unter Sherman durch Georgia, South Carolina und North Carolina hatte aufhalten können.
- Der 15. Zusatzartikel zur Verfassung der Vereinigten Staaten, der den ehemaligen Sklaven das Wahlrecht garantierte, sei ein politisches Desaster gewesen. Sie seien nicht fähig, intelligent zu wählen, und hätten sich bestechen oder täuschen lassen. Die Reconstruction sei ebenfalls ein Desaster gewesen, da sie nur Abenteurern aus dem Norden (Carpetbaggers) und Verrätern im Süden (Scalawags) genutzt habe. Die ritterlichen Gentlemen des Südens hätten große Mühe gehabt, die gottgewollte weiße Vorherrschaft nach dem Ende der Reconstruction wiederherzustellen.